# Kandík
Kandík (Erythronium) je rod jednoděložných rostlin z čeledi liliovité v užším pojetí (Liliaceae s. str.).

## Popis
Jedná o vytrvalé pozemní byliny, s cibulemi. Někdy jsou přítomny i vedlejší cibulky, které slouží k vegetativnímu rozmnožování. Jsou to rostliny jednodomé s oboupohlavnými květy. Listy jsou jen v přízemní růžici zpravidla 2, u nekvetoucích rostlin jen 1, jsou jednoduché, víceméně řapíkaté, s listovými pochvami. Čepele listů jsou celokrajné, většinou kopinaté až vejčité, žilnatina je souběžná, čepele jsou zelené,ale někdy s purpurovými či bílými skvrnami. Květy jsou oboupohlavné, jsou v květenstvích, zpravidla ve vrcholových hroznech (do 10 květů), někdy je přítomen pouze jeden vrcholový květ. Květy jsou nápadné, různých barev, okvětí se skládá z 6 okvětních lístků ve 2 přeslenech (3+3), které volné, vnitřní mají často ouška. Tyčinek je 6. Gyneceum je složeno ze 3 plodolistů, je synkarpní, semeník je svrchní. Plodem je tobolka.

## Rozšíření ve světě
Je známo asi 27 druhů, které jsou rozšířeny převážně v Severní Americe, jen málo v Evropě a Asii.

## Rozšíření v Česku
V ČR i v celé Evropě roste pouze jediný druh kandík psí zub (Erythronium dens-canis). Jedinými lokalitami v ČR jsou vrch Medník u obce Pikovice v Posázaví (Kubát et al. 2002) a Letohrad [zdroj?]. Buď se jedná o izolovaný ostrůvek severně od souvislého areálu, nebo pravděpodobněji jde o pozůstatek staré kultury. Je řazen ke kriticky ohroženým druhům (C1). Jinde v ČR byl vysazován a občas na několika lokalitách zplaněl.

## Seznam druhů
- Erythronium albidum - Severní Amerika
- Erythronium americanum - Severní Amerika
- Erythronium californicum - Severní Amerika
- Erythronium caucasicum – Kavkaz
- Erythronium citrinum - Severní Amerika
- Erythronium dens-canis – jižní Evropa
- Erythronium elegans - Severní Amerika
- Erythronium grandiflorum - Severní Amerika
- Erythronium helenae - Severní Amerika
- Erythronium hendersonii - Severní Amerika
- Erythronium japonicum – Čína, Japonsko, Korea
- Erythronium klamathense - Severní Amerika
- Erythronium mesochoreum - Severní Amerika
- Erythronium montanum - Severní Amerika
- Erythronium multiscapideum - Severní Amerika
- Erythronium oregonum - Severní Amerika
- Erythronium pluriflorum - Severní Amerika
- Erythronium propullans - Severní Amerika
- Erythronium purpurascens - Severní Amerika
- Erythronium pusaterii - Severní Amerika
- Erythronium quinaultense - Severní Amerika
- Erythronium revolutum - Severní Amerika
- Erythronium rostratum - Severní Amerika
- Erythronium sibiricum – Čína, Kazachstán, Sibiř
- Erythronium taylorii - Severní Amerika
- Erythronium tuolumnense - Severní Amerika
- Erythronium umbilicatum - Severní Amerika

## Galerie

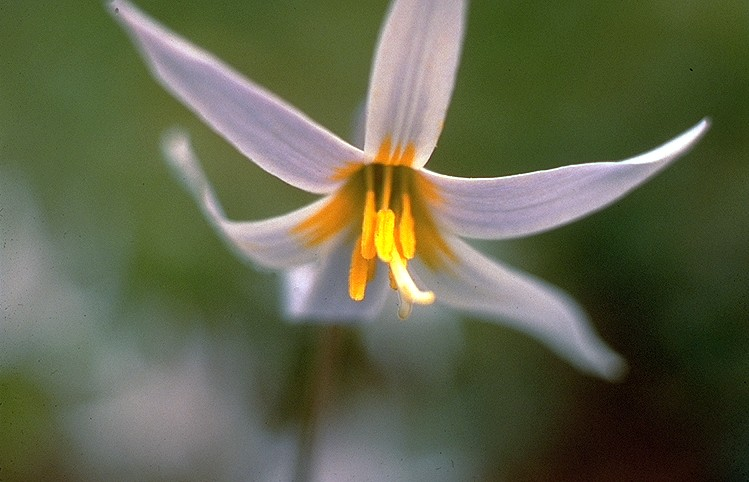
Erythronium albidum
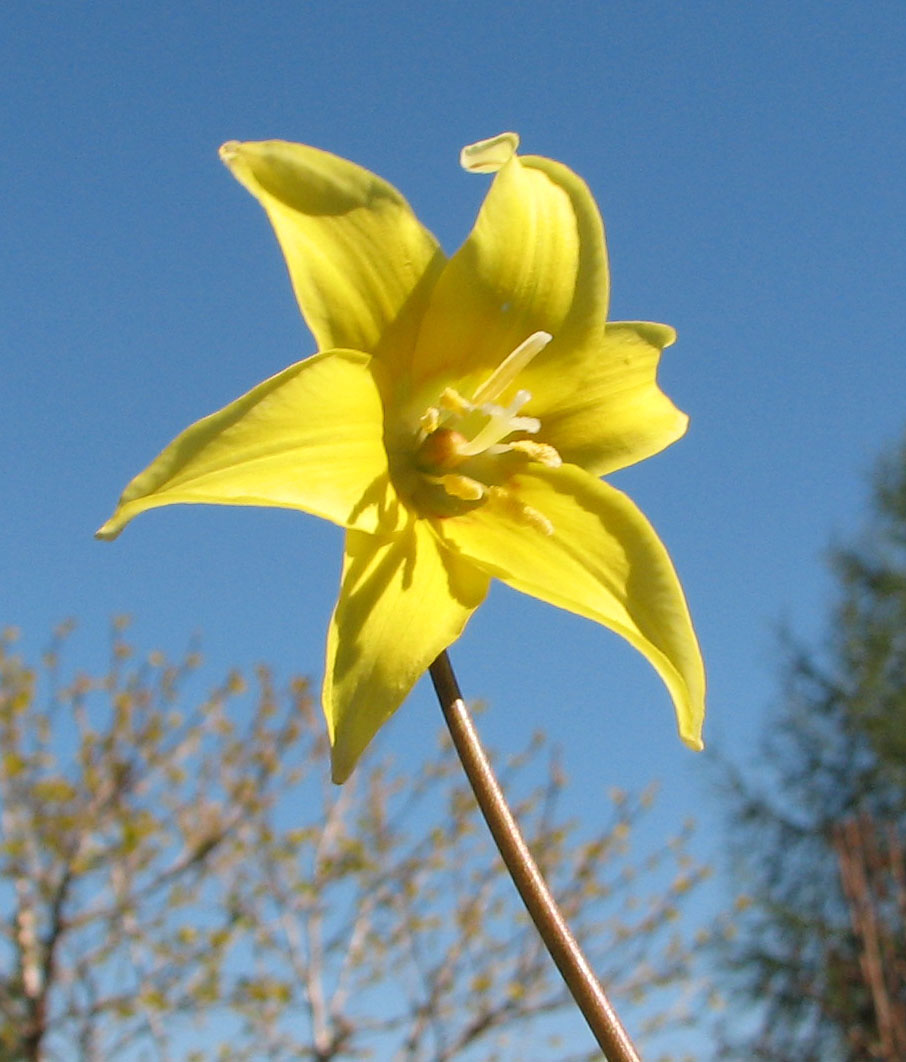
Erythronium americanum
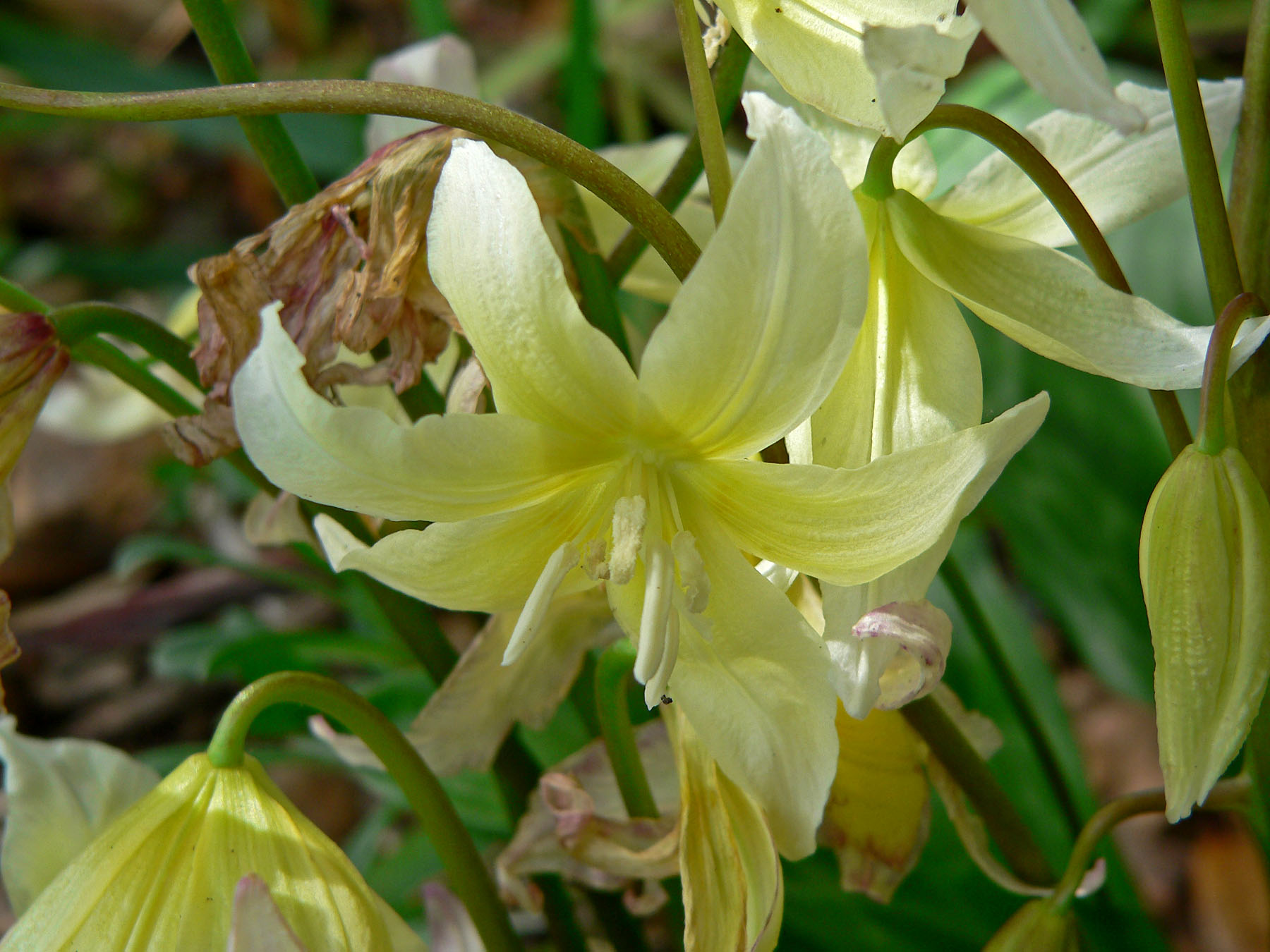
Erythronium californicum
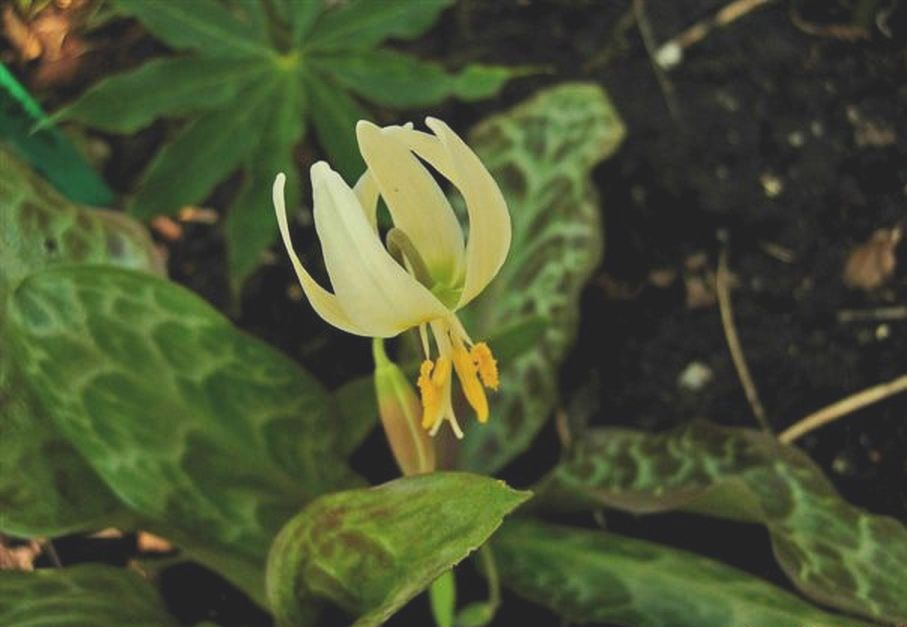
Erythronium citrinum
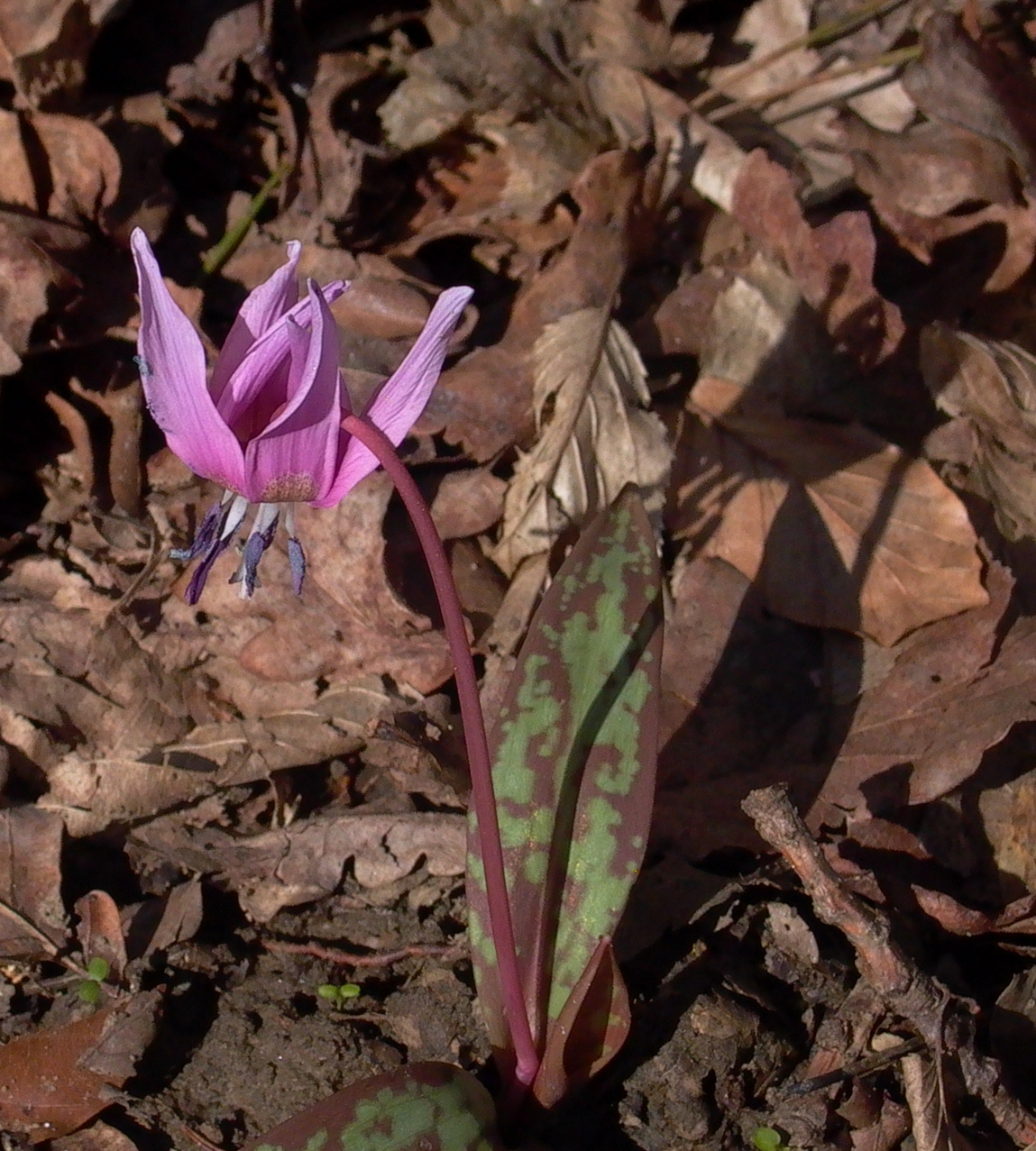
Erythronium dens-canis
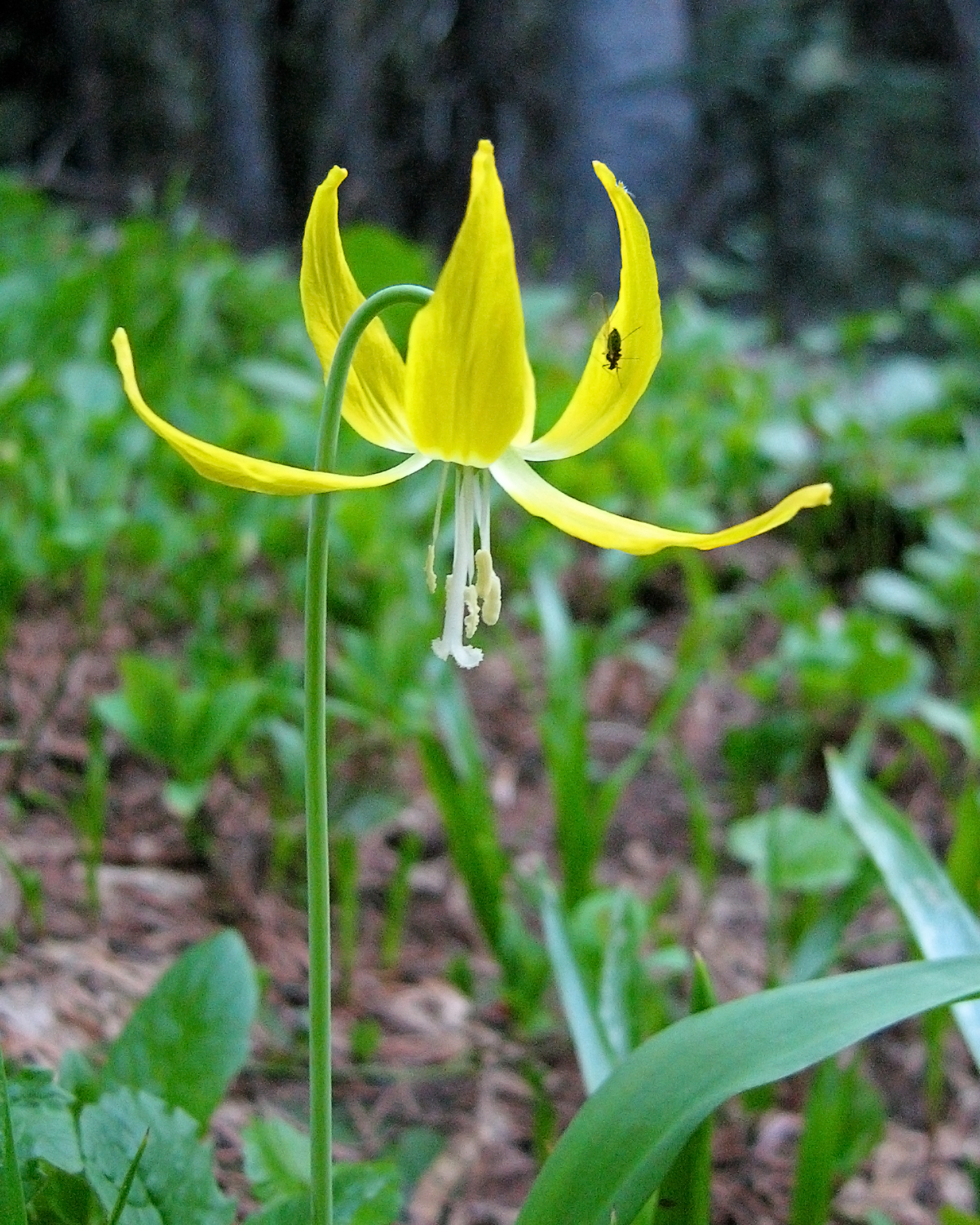
Erythronium grandiflorum
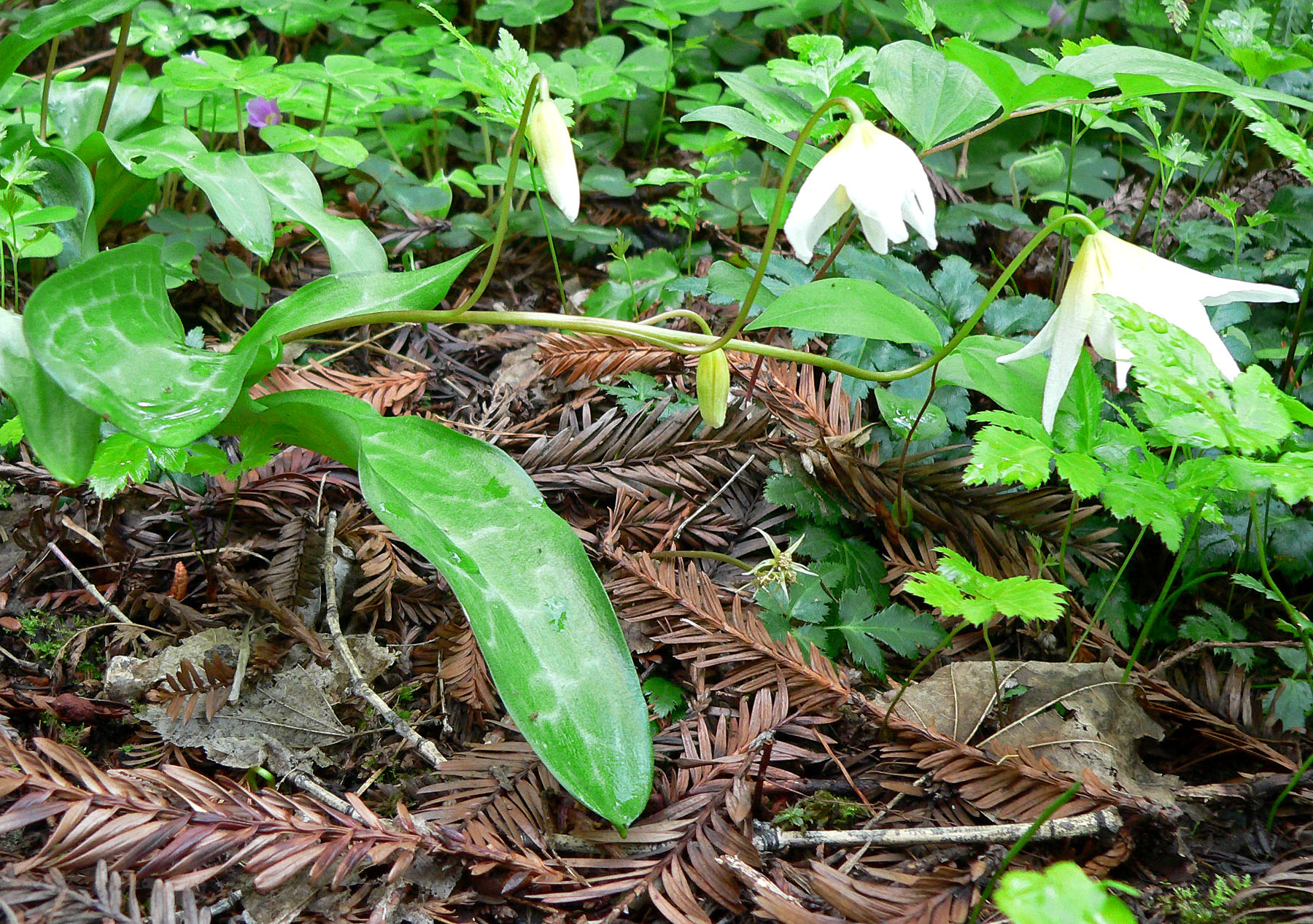
Erythronium helenae
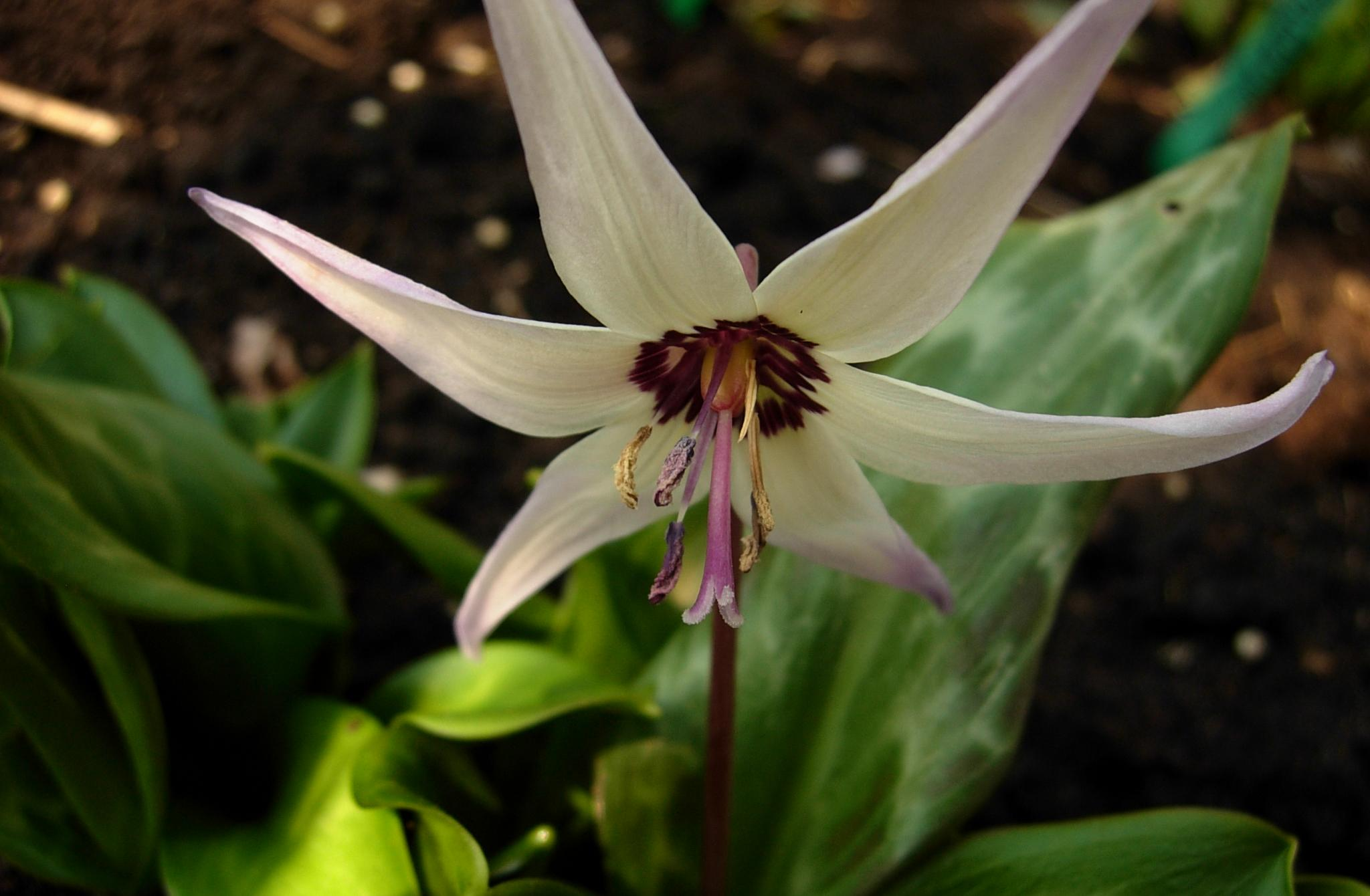
Erythronium hendersonii
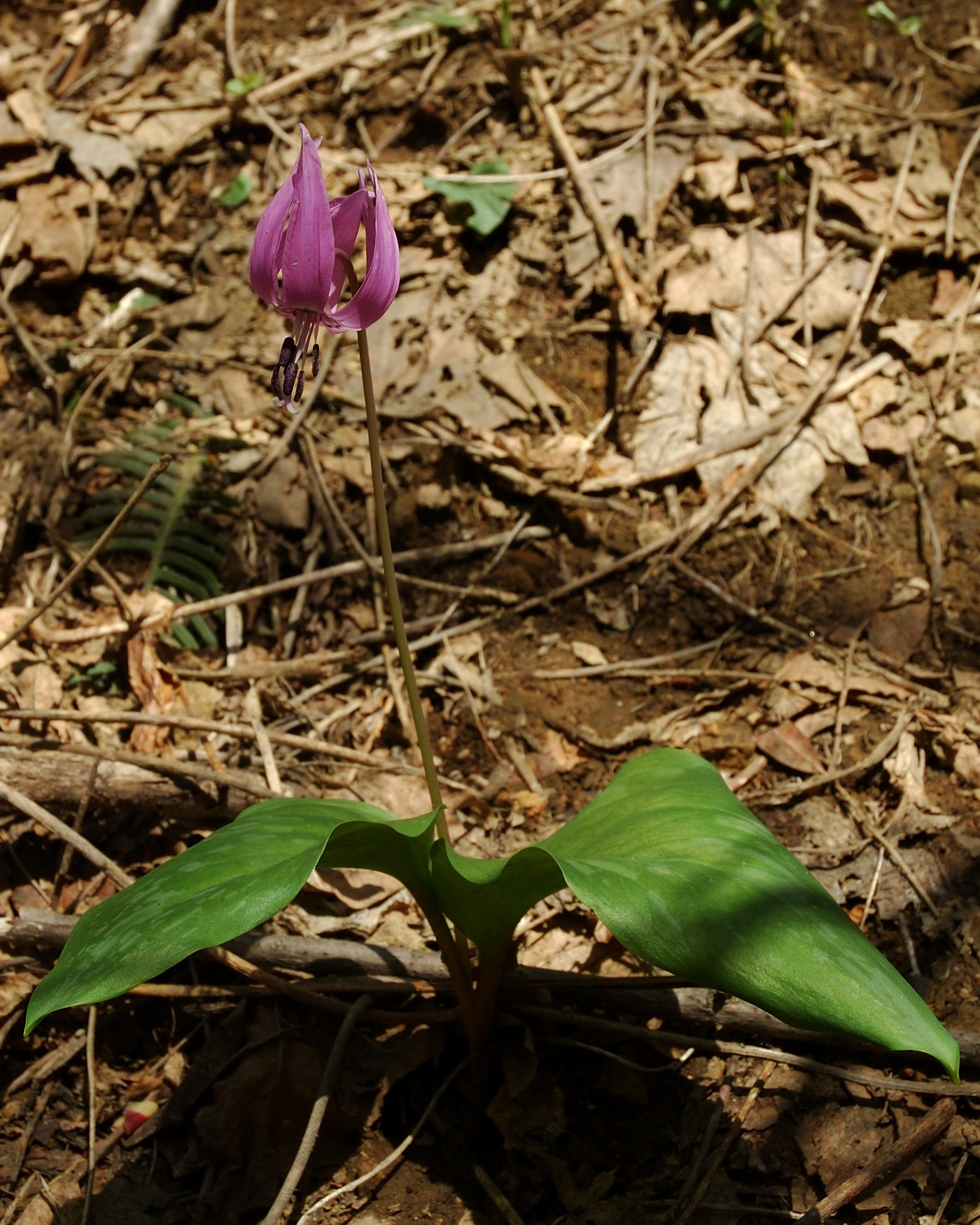
Erythronium japonicum
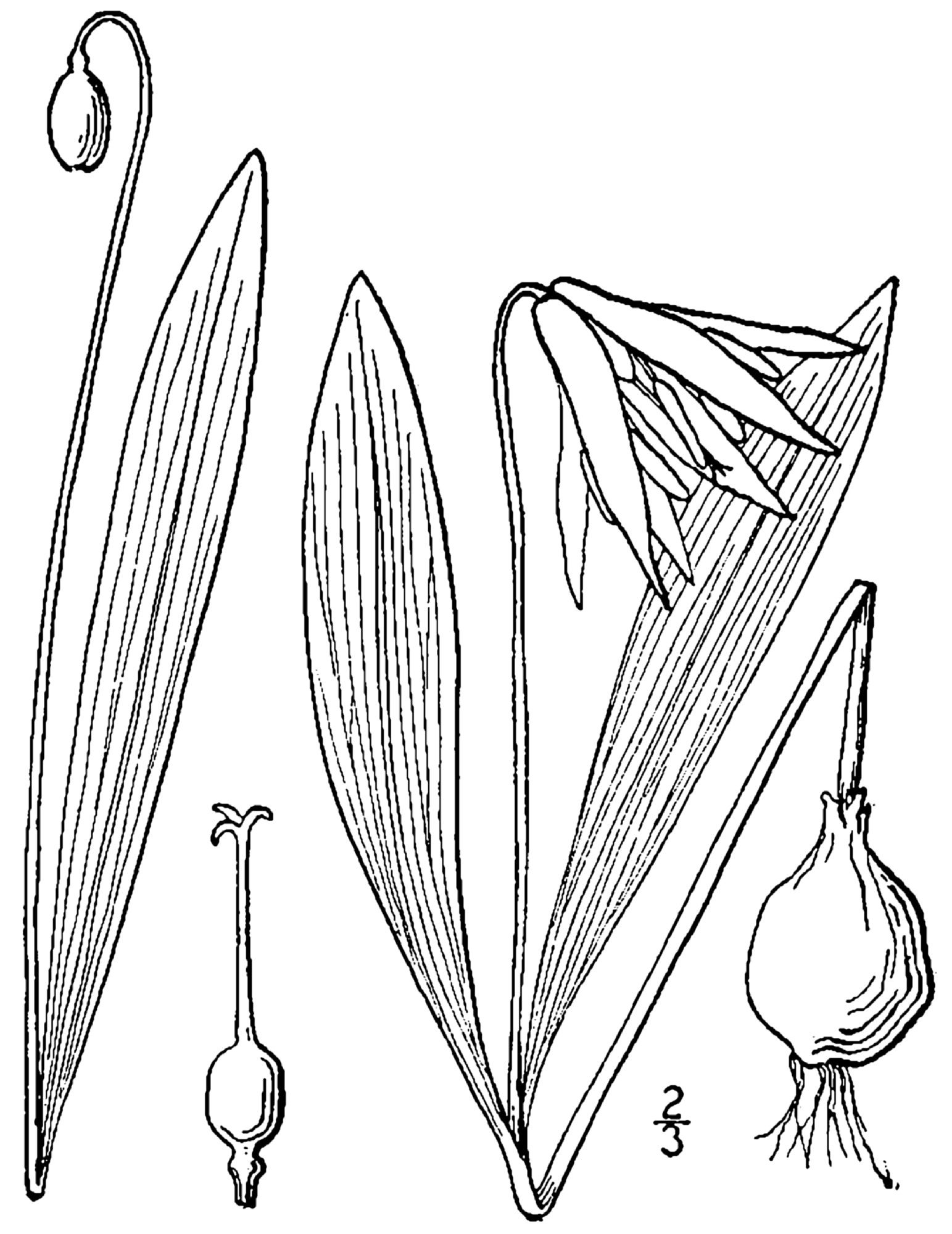
Erythronium mesochoreum
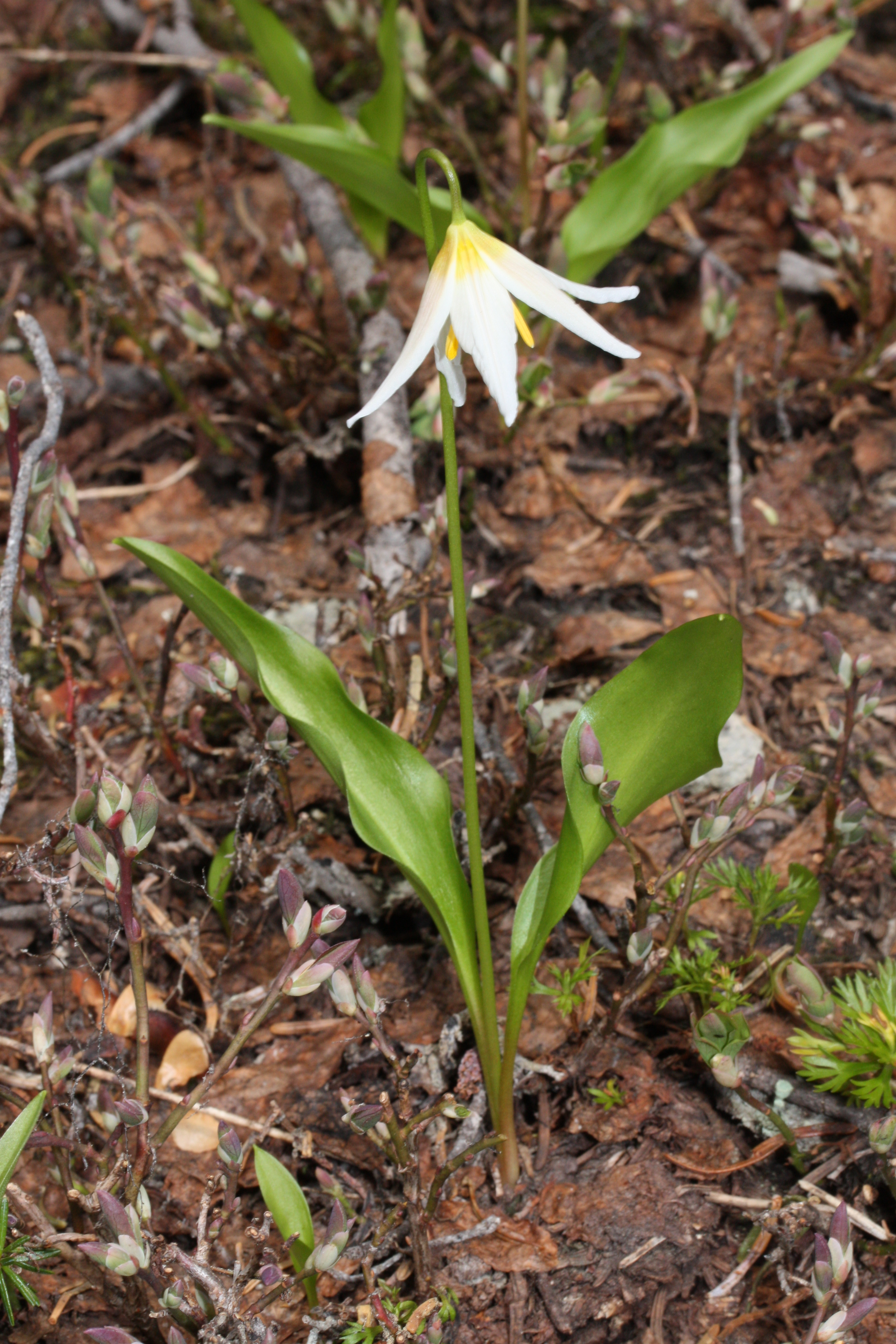
Erythronium montanum
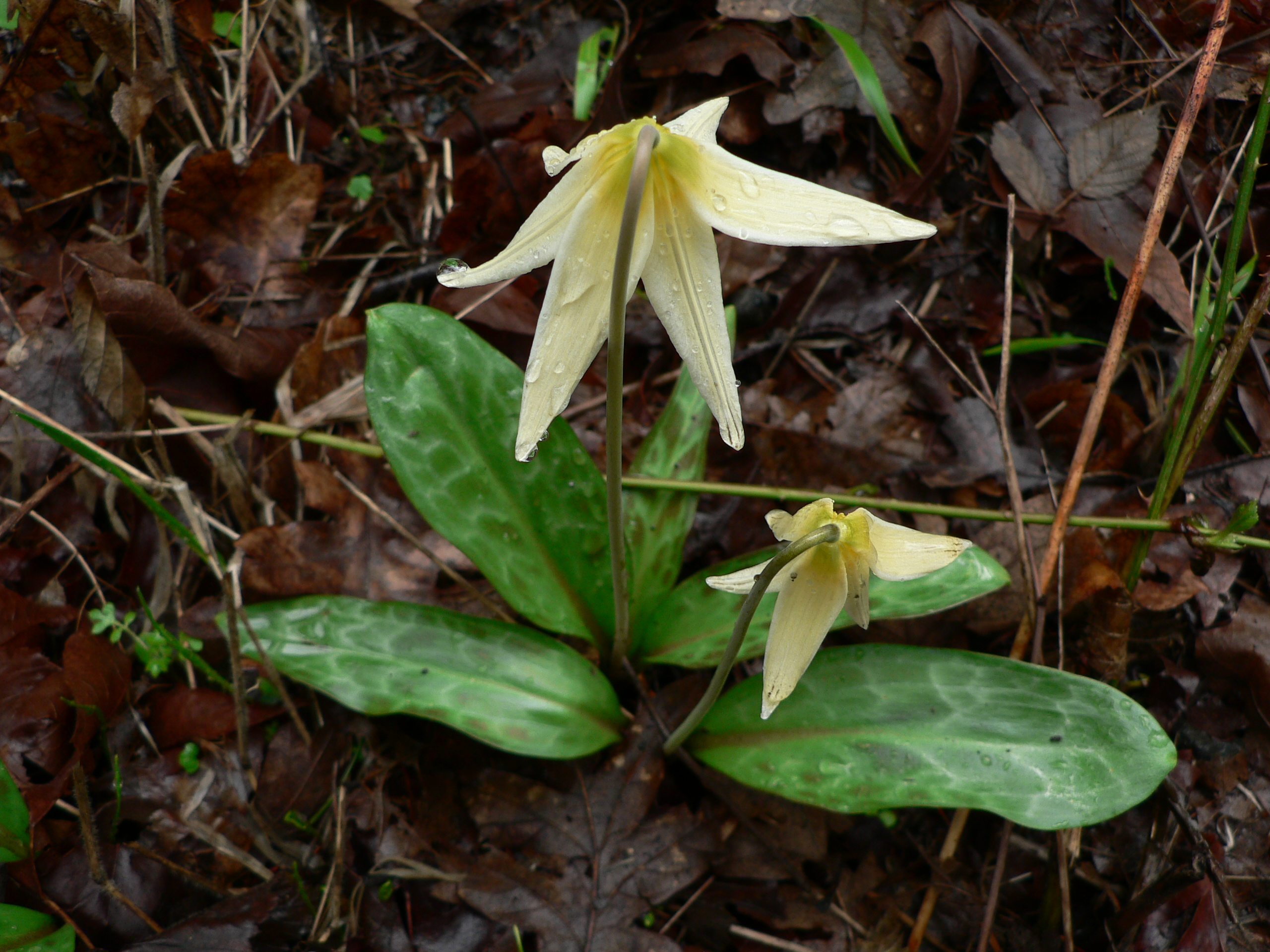
Erythronium oregonum
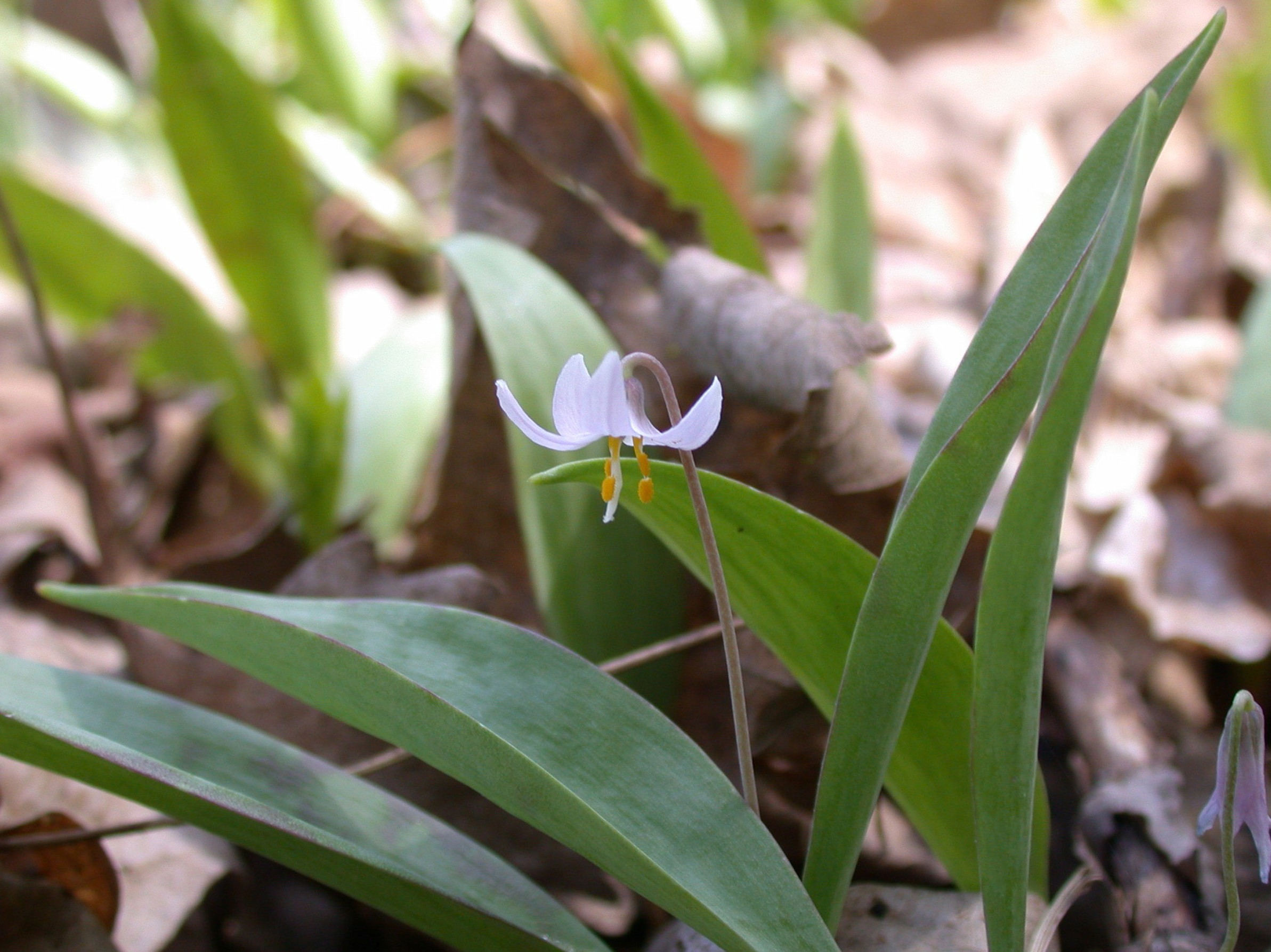
Erythronium propullans
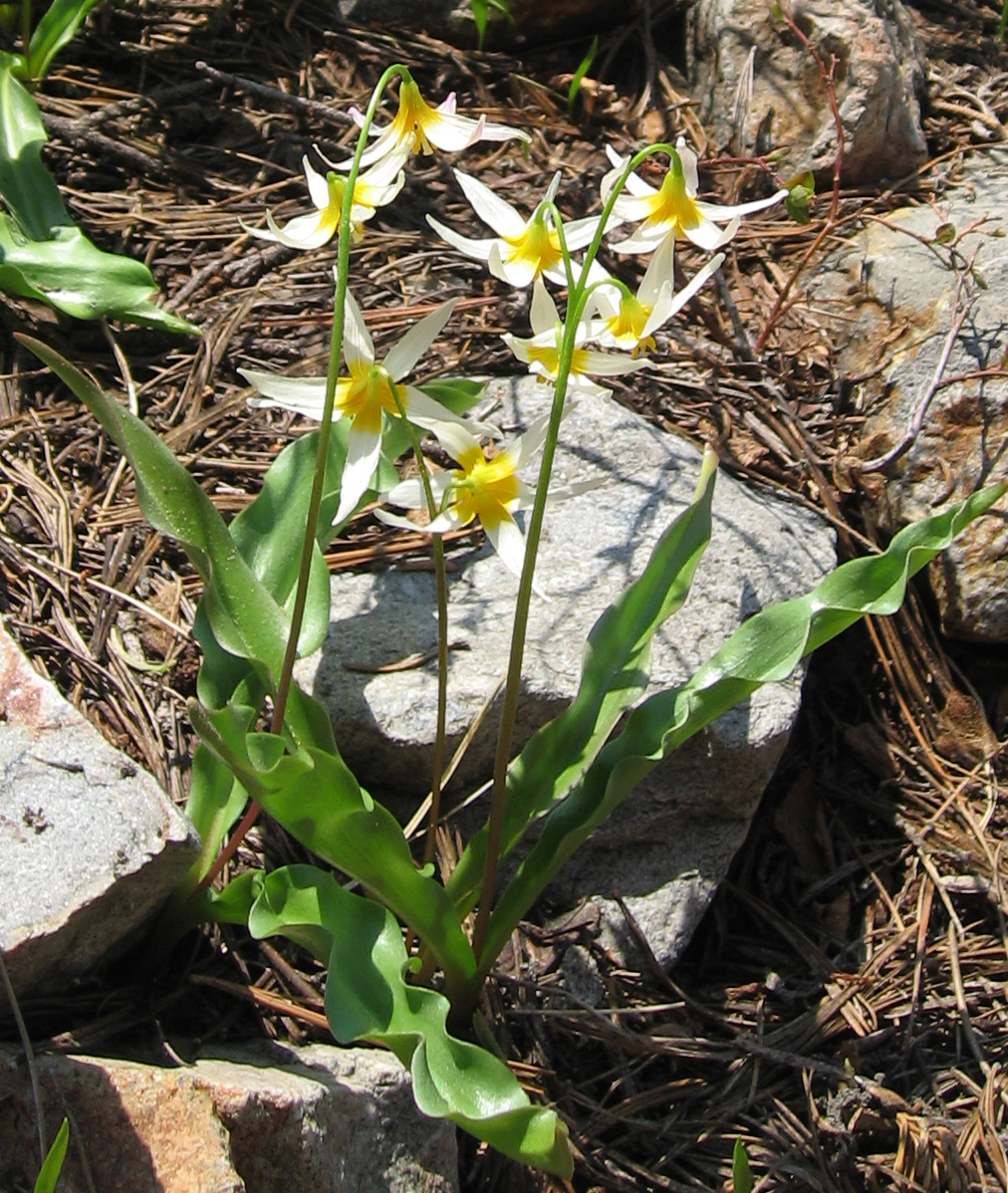
Erythronium purpurascens
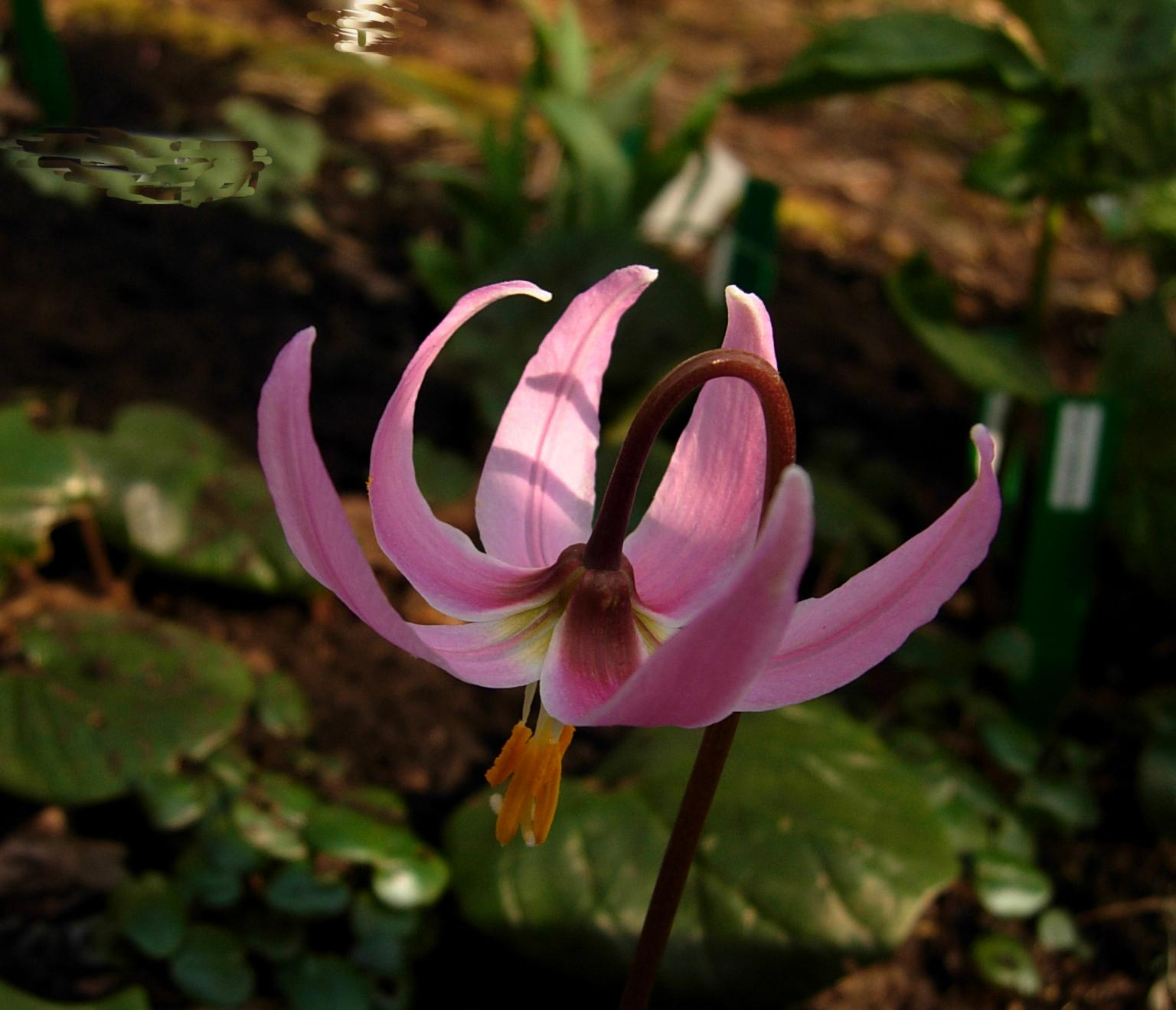
Erythronium revolutum
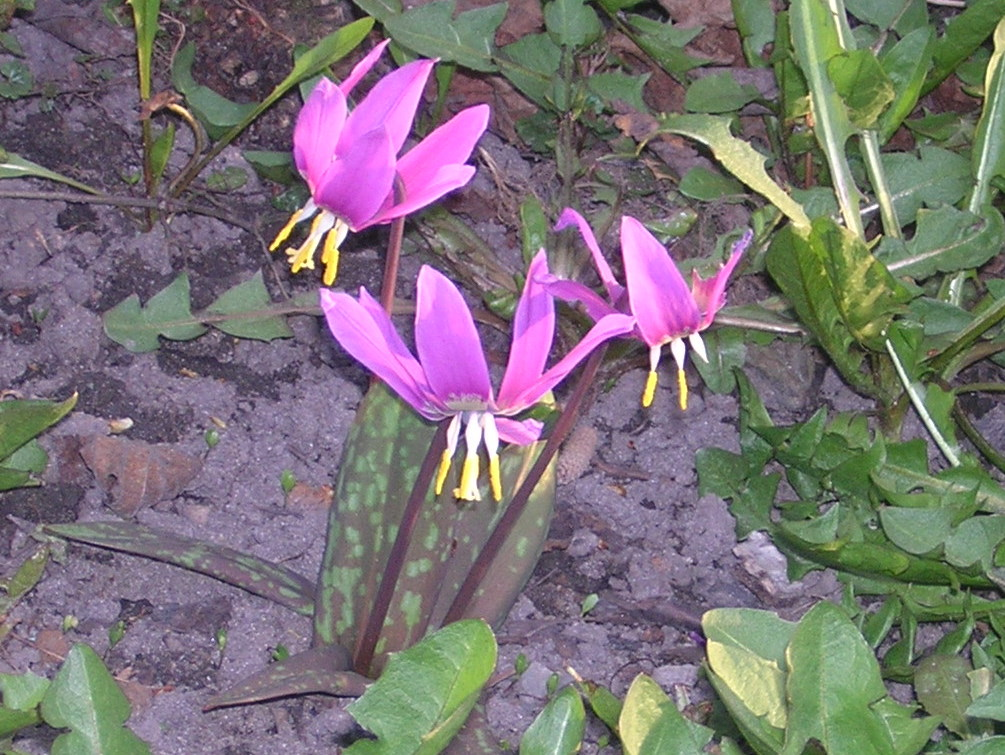
Erythronium sibiricum